# جارو مرکزی

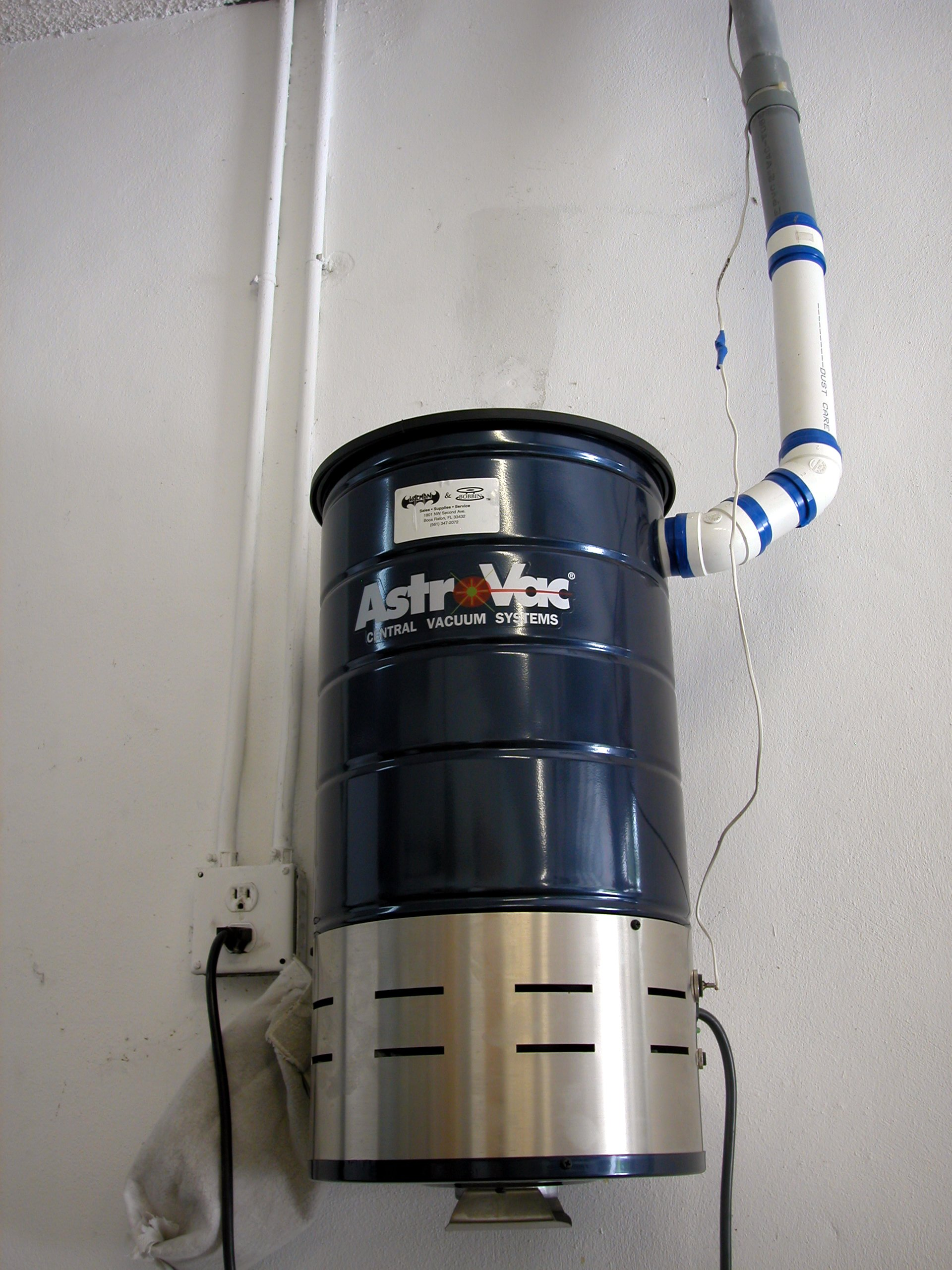
یک نمونه جارو مرکزی

جارو مرکزی نوعی دستگاه جارو برقی محسوب می‌شود که در انبار یا زیر زمین مناطق مسکونی یا تجاری یا اداری و صنعتی جاگذاری می‌شود و توسط کلیدها و پریزهای مربوط در محل مورد نظر قابل استفاده است. این دستگاه ذرات خاک را از طریق لوله‌های نصب شده در داخل دیوار به یک کانتینر جمع‌آوری شده در یک فضا راه دور ارسال می‌کنند. جای این جارو معمولاً در زیرزمین، گاراژ یا موتورخانه است. این ابزار دارای ورودی‌هایی در سراسر ساختمان است که به شیلنگ‌های قدرت و سایر لوازم جانبی مرکزی متصل می‌شوند تا گرد و غبار، ذرات و آوارهای کوچک از اتاق‌های داخلی را از بین ببرند.

## تاریخچه جارو مرکزی

### قرن نوزدهم
اولین معرفی یک سیستم شبیه به جارو مرکزی در اواخر قرن ۱۹ بود. یک ماشین مجزا که از لوله‌های مس متصل شده به محفظه ملحقات، که معمولاً در زیرزمین قرار دارد و به چندین محل در یک ساختمان گسترش یافته است، در چندین خانه می‌توانند به صورت همزمان استفاده شوند. این ابزار به دلیل هزینه زیاد مواد اولیه و قابلیت‌های ضعیف برای از بین بردن گرد و غبار، در آمریکا فروش موفقی نداشت.
در سال ۱۸۶۹، ایوس مکگافی، نخستین جاروبرقی قابل حمل یا «ماشین جارو» را اختراع کرد. جارو برقی قابل حمل محصول پدر و مادر به سیستم خلاء مدرن مرکزی است.

### قرن بیست و یکم
در دههٔ ۱۹۳۰، توسعهٔ موتورهای الکتریکی کوچک و قدرتمند، محبوبیت و در دسترس بودن جاروبرقی قابل حمل را افزایش داد و مصرف‌کنندگان را بیشتر به سمت خرید جارو مرکزی کشاند.
در اوایل دههٔ ۱۹۶۰، اختراع لوله‌های خلاء نازک PVC سیستم خلاء مرکزی را در ایالات متحده ارزان‌تر کرد. پیش از این، لوله‌های گران‌قیمت به‌طور انحصاری مورد استفاده قرار می‌گرفتند و در صورت لزوم با ایجاد قوانین آتش‌سوزی، ممکن است برای نصب بخشی یا همه موارد استفاده شوند.
در دهه ۱۹۹۰، سیستم‌های خلاء مرکزی در میان عوامل املاک و مستغلات و بازسازی خانه‌ها به دلیل ارزش افزوده به خانه‌ها در فروش مجدد محبوبیت یافتند. آلرژی نقش مهمی در محبوبیت فزاینده سیستم‌های خلاء مرکزی در دهه ۱۹۹۰ بازی کردند.

### جارو مرکزی در عصر حاضر

#### تاریخچه کمپانی دومل
سابقه شروع به کار کارخانه دومل از سال ۱۹۴۶ در منطقهٔ زلزنیکی Železniki برمیگردد که شروع فعالیت تولید و صنعت در زمینه تولید صنعت فلزات و اتصالات و در نهایت محصولات Niko Žumer در سال ۱۹۵۳ بخشی به منظور تولید الکتروموتور راه اندازی شد و در این سال بود که اولین الکتروموتور ساختهٔ این کارخانه وارد بازار شد و در تا سال ۱۹۵۴ به‌صورت سهامی عام با پرسنل بالغ بر ۲۴۶ کارگر به کار خود ادامه داد.
در این سال اولین موتور الکتریکی خود را صادر کرد و در همان سال خط تولید جدید و ساختمان‌های تولید موتور الکتریکی ساخته شد. و در طیف محصولات شرکت تمرکز اصلی بر روی موتورهای الکتریکی گذاشته شد در سال ۱۹۶۲ با نام ایسکرا ISKRA خط تولید الکترو موتور را ادامه داد و تولیدات خود را به برندهای مشهور صادر کرد و این روند تا سال ۱۹۶۳ به تولید انبوه موتورها انجامید
که در نهایت در سال ۱۹۷۴ بهترین موتور جاروبرقی از نظر بازده ای را تولید نمود و این موفقیت جوازی برای ورود به بازار و صنعت آلمان شد. در همین سال خطهای تولید جاروبرقی در آلمان را تسخیر نمود و عمده تولیدات این کارخانه را شرکت AEG آلمان سفارش داد و ارتباط این دو کمپانی مستحکم شد.
در سال ۱۹۸۷ شرکت چهارچوب اصلی و مستقل خودش را در تولید انواع الکتروموتور و موتورهای جاروبرقی بنا نهاد و در نهایت سال ۱۹۹۲ به DOMEL تغییر نام داد و در این سال دو میلیون موتور تولید و به اروپا و آمریکا صادر کرد. در سال ۱۹۹۶ به سهام اروپا ملحق شد. در سال ۲۰۰۳ در جایگاه پیشگامان صنعت اروپا قرار گرفت.
سال ۲۰۱۱ همراه با ده شریک دیگر اقدام به تأسیس مرکز توسعه نلا،NELA development centre که در تاریخ ۱ ژوئن اختصاصاً توسط نه تن از کارکنان جهت توسعه محصولات و فناوری را ایجاد گردید. سال ۲۰۱۱ بخش تولید موتورهای ریز مدرن را آغاز نمود و همچنین بخشی را به تولید الکتروموتور برای کمپانی‌های بزرگ اتومبیل‌های اروپایی اختصاص داد.